# Sy (Ardennes)
Sy je francouzská obec v departementu Ardensko v regionu Grand Est. V roce 2013 zde žilo 49 obyvatel.

## Poloha
Sousední obce jsou: Brieulles-sur-Bar, Les Grandes-Armoises, Le Mont-Dieu, Oches, Les Petites-Armoises, Tannay a Verrières.

## Vývoj počtu obyvatel
Počet obyvatel